# In den Kerkern von Marokko
In den Kerkern von Marokko (Originaltitel: Yankee Pasha) ist ein US-amerikanischer Abenteuerfilm aus dem Jahr 1954 nach dem gleichnamigen Roman von Edison Marshall mit Jeff Chandler und Rhonda Fleming in den Hauptrollen. Die Erstaufführung in den USA war am 17. März 1954, in den westdeutschen Kinos wurde der Film ab dem 3. Dezember 1954 gezeigt.

## Handlung
Der Trapper Jason Starbuck kommt 1800 in die Hafenstadt Salem, um seine letzten Felle zu verkaufen und anschließend die Welt zu bereisen. Als er auf der Straße spielenden Kindern seine Schießkünste zeigt, erregt er die Aufmerksamkeit der hübschen Roxana Reil. Der Ladenbesitzer Derby ist nicht nur von Starbucks Fellen, sondern auch von seinem Pferd begeistert. Er fordert ihn zu einem Pferderennen gegen seinen Jockey Bailey heraus. Der Fallensteller willigt ein unter der Bedingung, die Route zu wählen. Roxana warnt Starbuck vor dem erfahrenen Reiter und rät dem Trapper, eine Route durch unwegsames Gelände zu wählen. Im Gegensatz zu Baileys Rennpferd ist Starbucks Paint Horse solch ein Gelände gewöhnt. Durch diesen Kniff gelingt es Starbuck, das Rennen für sich zu entscheiden. Bailey stellt sich als Verlobter Roxanas heraus, durch Familienbande ist sie dem arroganten Mann seit Kindesalter versprochen. Nun keimen Zweifel in der jungen Frau auf, da sie sich in Starbuck verliebt hat. Als ihr Vater von der Liaison erfährt, lässt er sich, um einen Skandal zu entgehen, nach Frankreich versetzen und löst die Verlobung seiner Tochter auf. Auf der Fahrt nach Marseille wird das Schiff von marokkanischen Piraten überfallen. Der alte Reil wird im Kampf getötet und Roxana gefangen genommen.
Starbucks hat zwischenzeitlich von der Auflösung der Verlobung sowie der Fahrt seiner Geliebten nach Frankreich gehört und fordert von Derby eine Überfahrt nach Marseille als Gewinn für das Rennen. In Frankreich erfährt Starbuck von dem Überfall auf das Schiff. Als französischer Matrose getarnt reist Jason nach Marokko. Roxana wurde bereits als Sklavin an den Harem von Omar Id-Din, Befehlshaber der Janitscharen verkauft.
Im amerikanischen Konsulat bittet Starbucks den Konsul um Hilfe. Dieser stellt Jason dem Sultan als Scharfschützen vor. Dem Amerikaner gelingt es, sowohl den Sultan, Omar und Hassan, Kommandant der Infanterie mit seinen Schießkünsten zu beeindrucken. Er wird für die Ausbildung der Truppen angeheuert und erhält mit der schwatzhaften Lilith eine eigene Sklavin.
Auf einem Jagdausflug des Sultans entdeckt Jason in Omars Geleit Roxana. Da die junge Frau den Widerstand gegenüber ihrem Herren nicht aufgegeben hat, wurde sie von Omar als Pferdeknecht degradiert. Starbuck fordert Omar, der als bester Schütze des Landes gilt zum Duell heraus. Als Wetteinsatz setzt der Amerikaner seinen gesamten Besitz gegen die Sklavin aus der neuen Welt. Omar willigt ein und verliert das Duell.
Als Roxana an Starbuck übergeben wird, sehen sich die Verliebten am Ziel ihrer Wünsche. Während Jason die Flucht vorbereitet kommt es zum Streit zwischen der eifersüchtigen Lilith und Roxana. Durch die befreite Amerikanerin erfährt Lilith, das Starbuck ihr aus der alten Welt gefolgt ist, um sie zu retten. Voller Wut und Trauer unterrichtet sie Omar Id-Din davon. Dieser fühlt sich betrogen und lässt Roxana umgehend entführen. Schnell plagen Lilith allerdings Gewissensbisse, so berichtet sie Starbuck von ihrem Verrat und hilft, indem sie mit Roxana die Kleidung tauscht und so ihren Platz einnimmt die Amerikanerin aus dem Harem zu befreien. Bei dem Ausbruch gerät Starbuck in Gefangenschaft und wird vom Sultan wegen Sklavenraubs zum Tode verurteilt. Roxana gelingt es, mit Hassan und einigen amerikanischen Matrosen eine Revolte auszulösen und Starbuck aus dem Gefängnis zu befreien. Im Kampf tötet Starbuck Omar, indem er ihn von der Gefängnismauer stößt. Die beiden Liebenden entkommen auf ein amerikanisches Schiff.
Hassan berichtet dem Sultan von einer Verschwörung Omars und dessen Tod durch den Amerikaner. Als Belohnung lässt der Sultan das Schiff mit Starbuck und Roxana ungehindert fahren. Hassan bekommt die schwatzhafte Sklavin Lilith zugeteilt.

## Rezeption
Das Lexikon des internationalen Films beschrieb das Werk als eine „Mäßig inszenierte Hollywood-Fantasiegeschichte, die ihre Wildwesthandlung in den farbenprächtigen Orient verlegt.“.

## Kritik
Der US-amerikanische Autor und Rassismusforscher Jack Shaheen listete den Film in seiner kritischen Film-Enzyklopädie Reel Bad Arabs – How Hollywood vilifies a people auf und attestiert dem Film die Verwendung stereotyper und rassistischer Darstellungen von Arabern. Unter anderem wirft er dem Film die Verleumdung arabischer Frauen und Verhöhnung des Islam vor.

## Wissenswertes
Bei 46:48 min bis 46:54 min wird eine nicht verwendete Aufnahme der Sklavenmarktszene aus Arabische Nächte von 1942 eingeblendet. Beide Filme wurden von Universal Pictures produziert.

## Synchronisation
Die deutsche Synchronfassung entstand bei der Berliner Synchron GmbH unter der Synchronregie von Albert Baumeister nach dem Dialogbuch von Fritz A. Koeniger.
| Rolle                     | Darsteller       | Synchronsprecher      |
| ------------------------- | ---------------- | --------------------- |
| Bassan Sa'id              | Philip Van Zandt | Erich Fiedler         |
| Dick Bailey               | Harry Lauter     | Siegmar Schneider     |
| Elias Derby               | Tudor Owen       | Robert Klupp          |
| Hassan Sendar             | Hal March        | Friedrich Joloff      |
| Jason Starbuck            | Jeff Chandler    | Curt Ackermann        |
| Lilith                    | Mamie Van Doren  | Dorle Hintze          |
| Mr. Reil                  | Forbes Murray    | Walter Werner         |
| Omar Id-Din               | Rex Reason       | Wolf Martini          |
| Roxana Reil               | Rhonda Fleming   | Gisela Trowe          |
| Sultan                    | Lee J. Cobb      | Paul Wagner           |
| US-Konsul Richard O’Brien | Arthur Space     | Siegfried Schürenberg |
| Zamil                     | Benny Rubin      | Hans Hessling         |